# Лоренс Далаглио
Лоренс Далаглио (енгл. Lawrence Dallaglio; 10. август 1972) био је енглески рагбиста италијанског порекла, који је са репрезентацијом Енглеске освојио титулу шампиона света и у рагбију 7 и у рагбију 15, а са екипом Воспс титулу клупског првака Европе.

## Биографија
Висок 193 цм, тежак 112 кг, Далаглио је играо и крилног у трећој линији скрама (енгл. Flanker), али примарна позиција му је била број 8 - Чеп (енгл. Number 8). Целу каријеру провео је у екипи Воспс са којом је освајао Премијершип, Куп европских изазивача у рагбију и Куп европских шампиона у рагбију. За пчеле је укупно одиграо 227 мечева и постигао 153 поена. За национални тим Енглеске одиграо је 85 тест мечева и постигао 17 есеја. Био је део златне генерације "црвених ружа" која је освојила титулу првака света 2003.